# Altenhof (Mecklenburg)
Altenhof ist eine Gemeinde im Südwesten des Landkreises Mecklenburgische Seenplatte in Mecklenburg-Vorpommern. Sie wird vom Amt Röbel-Müritz mit Sitz in der Stadt Röbel/Müritz verwaltet.

## Geografie
Die Gemeinde Altenhof liegt am Südwestrand der Mecklenburgischen Seenplatte. Im Grundmoränengebiet um Altenhof wird eine maximale Höhe von 112 m ü. NN erreicht. Die westlich liegende Nachbargemeinde Ganzlin gehört zum Landkreis Ludwigslust-Parchim. Weitere Nachbargemeinden sind Stuer im Nordwesten, Fünfseen im Nordosten sowie Fincken im Osten und Süden. Die Städte Röbel/Müritz, Malchow und Plau am See sind jeweils etwa 15 Kilometer entfernt. Westlich des Altenhofer Ortsteils Darze (Altenhof) entspringt die Elde.

## Geschichte
Altenhof; erstmals erwähnt wurde der Alte Hof ein Jagdhaus von 1572. Das Jagdhaus könnte auf den bereits im 14. Jahrhundert genannten Hof Breten zurückgehen. Ein Dorf um den Alten Hof wurde ab 1748 angelegt und zählte 1774 bereits 20 Häuser mit 76 Einwohnern. 1804 gehörte Altenhof mit Darze kirchenrechtlich zur Präpositur Lübz, Bereich Stuer, Patron Major von Flotow. Seine Vorfahren, unter anderem der Gerichtsherr zu Malchow, Hartwig von Flotow, geboren 1633, gestorben Altenhof 1713, nutzten das Gut Altenhof als südlich gelegenen Nebensitz der Burg Stuer und betrieben auf der Gemarkung von Altenhof ein Gut in der Größe von 871 ha, davon etwa 89 ha Wald. Zu Altenhof gehörten früh Gutsanteile in Tönchow und Flächen in Wendisch Priborn. Eine gesonderte Patronatsloge "von Flotow-Altenhof" befindet sich in der Dorfkirche Stuer, rechts neben dem Altar, ein eingeschossiger Kastenbau. Bis weit in das 20. Jahrhundert waren die Mitarbeiter, auch auf Gut Altenhof des Karl von Flotow, ohne einen eigentlichen schriftlichen Vertrag zu alten Lohnsätzen angestellt. Der Erwerb der Altenhofer Einwohner lag lange saisonweise in der Forstwirtschaft und der Fischerei, bevor im 20. Jahrhundert der Fremdenverkehr aufkam.
Darze; war lange ein Gutsdorf, zuletzt im Besitz der Familie von Blücher auf Fincken, welche zu Wien 1814 den Grafentitel erhielten und mehrfach dem Landesherrn den Lehneid leisteten. Darze firmierte als Mannlehn-Rittergut. Wolfgang Graf Blücher (1854–1928), verheiratet mit Ella Haller von Hallerstein, war Grundbesitzer auf Fincken, Käselin und Darze. Nach dem 1928 letztmals amtlich publizierten Güter-Adressbuch Mecklenburg beinhaltete das alte Lehngut Darze einen Umfang von 832 ha und war zeitweilig an E. Beland verpachtet. Zum Besitz gehörten 332 ha Wald. Erbe wurde der Enkel Adolf Graf Blücher, geboren 1918 in Altengottern, dem Herkunftsgut seiner Mutter, gestorben 1944 bei einem Jagdunfall in Darze. Käselin und Darze übernahm dann die Witwe Gisela Grafin Blücher, geborene Plutte, respektive die Tochter Gisela als Mitherrin, 1944 in Darze geboren.

## Politik

### Gemeindevertretung und Bürgermeister
Die Gemeindevertretung besteht (inkl. Bürgermeister) aus sieben Mitgliedern. Die Wahl zur Gemeindevertretung am 26. Mai 2019 hatte folgende Ergebnisse:
| Partei/Bewerber             | Prozent | Sitze |
| --------------------------- | ------- | ----- |
| Wählergemeinschaft Altenhof | 85,15   | 5     |
| Einzelbewerberin Kubsch     | 10,02   | 1     |

Bürgermeister der Gemeinde ist Sven Becher, er wurde mit 72,02 % der Stimmen gewählt.

### Wappen, Flagge, Dienstsiegel
Die Gemeinde verfügt über kein amtlich genehmigtes Hoheitszeichen, weder Wappen noch Flagge. Als Dienstsiegel wird das kleine Landessiegel mit dem Wappenbild des Landesteils Mecklenburg geführt. Es zeigt einen hersehenden Stierkopf mit abgerissenem Halsfell und Krone und der Umschrift „GEMEINDE ALTENHOF“.

## Sehenswürdigkeiten

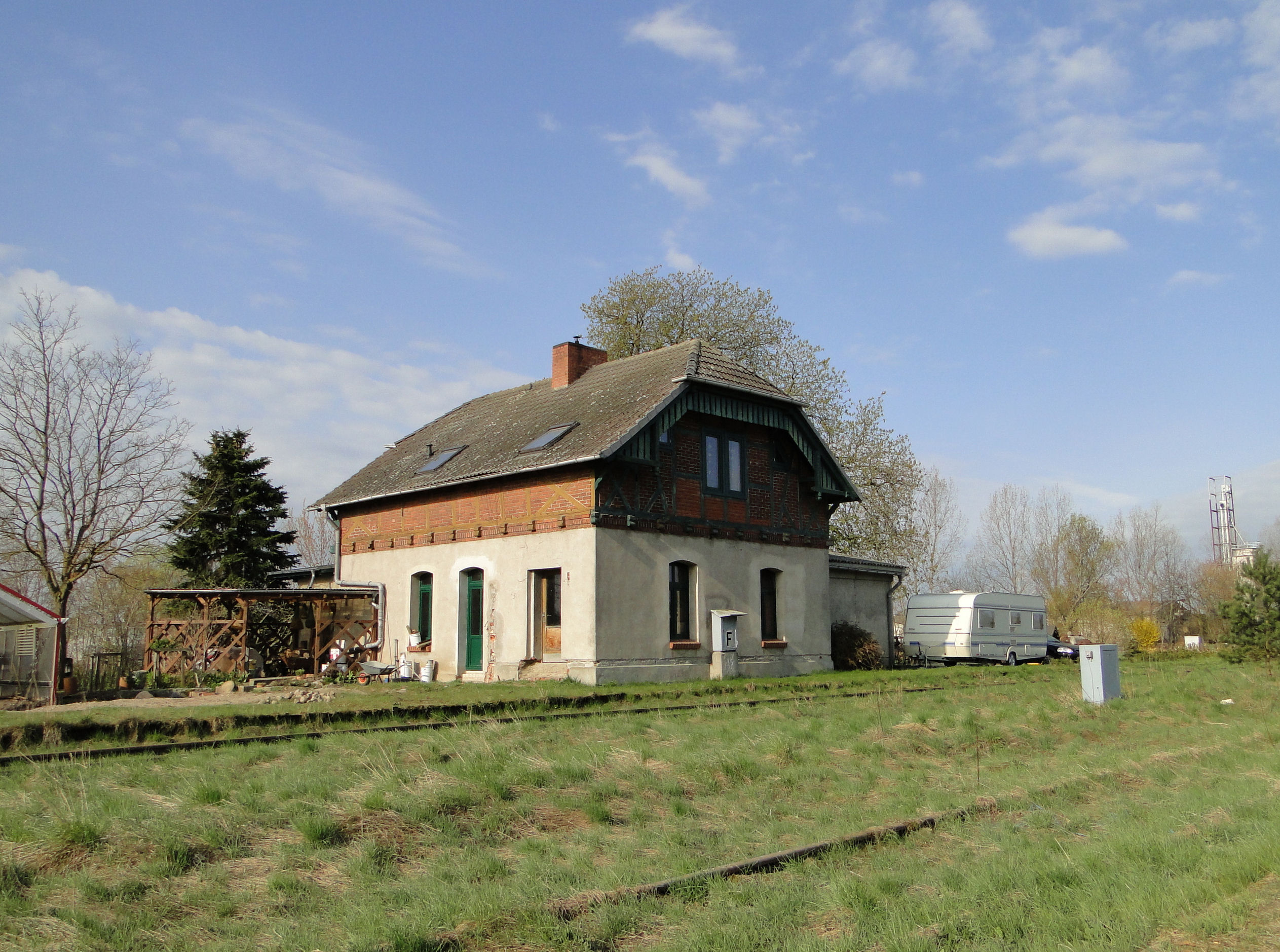
Ehemaliges Empfangsgebäude des Bahnhofs in Altenhof im Jahr 2010

- Feldsteinhaus in der Schulstraße 6/8
- Alter Bahnhof

→ Siehe auch Liste der Baudenkmale in Altenhof (Mecklenburg)

## Wirtschaft und Infrastruktur
Altenhof wird durch weite Felder, Wiesen und Weiden und die damit verbundene Landwirtschaft geprägt. Die Gemeinde ist Grundschulstandort, auch für umliegende Dörfer. Das ehemalige Bahnhofsgebäude an der ehemaligen Bahnlinie zwischen Ganzlin und Röbel/Müritz ist noch gut erhalten und wird als Wohnhaus genutzt.

## Verkehrsanbindung
Über die Bundesstraße 198, die durch das Gemeindegebiet Altenhofs führt, bestehen Verbindungen nach Plau am See, Röbel/Müritz und zur Autobahn-Anschlussstelle Röbel an der Bundesautobahn 19 (Berlin–Rostock). Weitere Verbindungsstraßen führen nach Malchow sowie ins brandenburgische Wittstock/Dosse. Der Personenverkehr auf der ehemaligen  Bahnstrecke Ganzlin–Röbel wurde 1966 eingestellt. Die stillgelegte Bahnlinie wurde nach ihrer Freistellung im Jahr 2018 zurückgebaut. Der nächste Bahnhof mit Personenverkehr befindet sich in Malchow.